# Rue des Grands-Champs
La rue des Grands-Champs est une voie du 20e arrondissement de Paris, en France.

## Situation et accès
La rue des Grands-Champs est une voie publique située dans le 20e arrondissement de Paris, dans le quartier de Charonne. Elle débute au 30, boulevard de Charonne et 2, rue des Ormeaux et se termine au 48, rue du Volga. Orientée au sud, elle traverse la rue des Pyrénées, la rue de la Réunion et la rue de Buzenval.

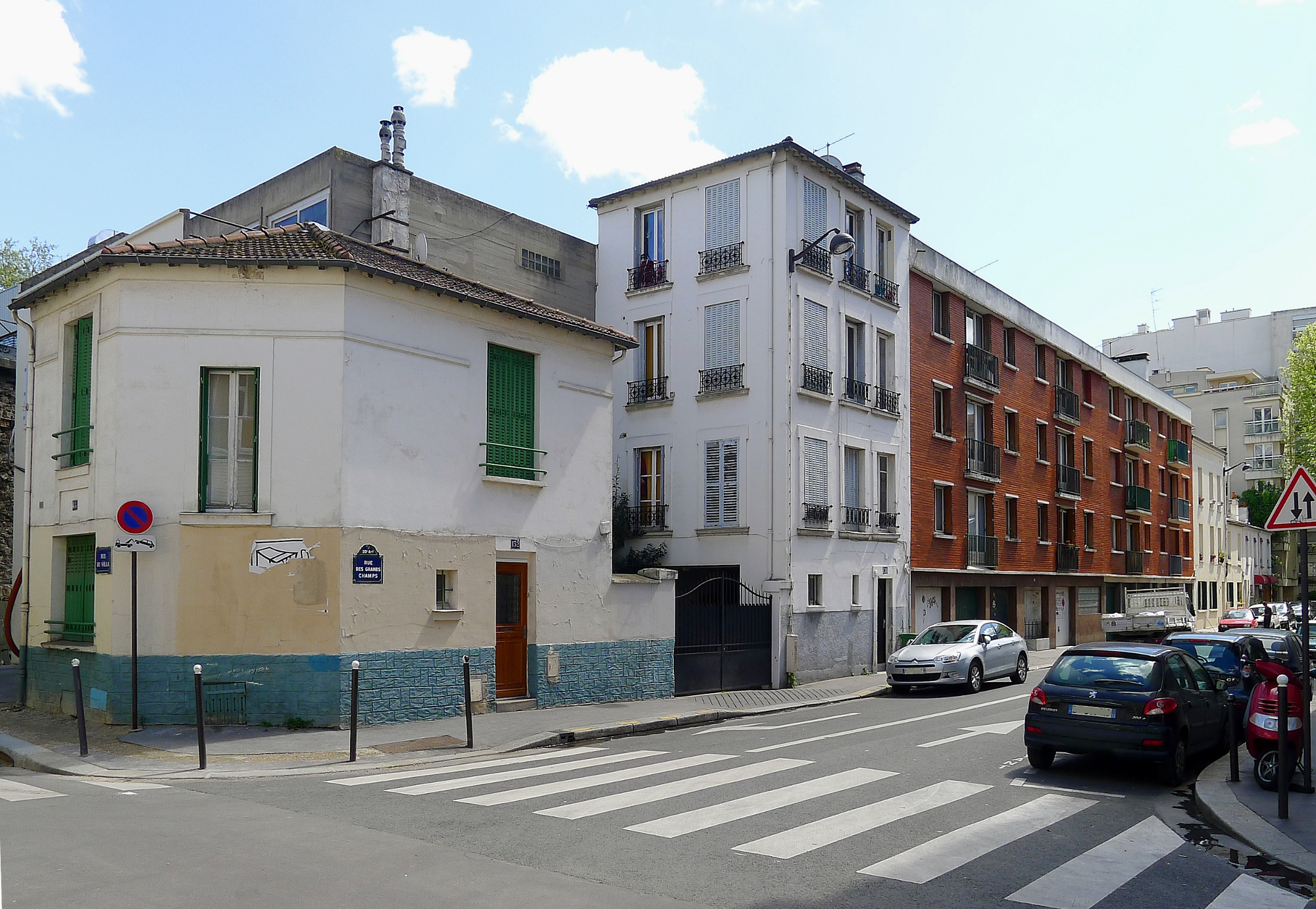
Rue des Grands-Champs vue depuis la rue du Volga.

## Origine du nom
Elle porte le nom d'un lieu-dit. 

## Historique
L'artère figure en partie sur le cadastre en 1812. Nommée d'abord « « sentier de la Voie-Neuve » et « sentier des Gouttes-d'Or », puis « sentier des Grands-Champs » en 1830, elle devient « rue des Grands-Champs » par un arrêté du 1er février 1877. 
Elle est prolongée en 1925 entre la rue de Buzenval et le boulevard de Charonne.